# Trail (moto)
 (janvier 2015).
Si vous disposez d'ouvrages ou d'articles de référence ou si vous connaissez des sites web de qualité traitant du thème abordé ici, merci de compléter l'article en donnant les références utiles à sa vérifiabilité et en les liant à la section « Notes et références ».
Pour les articles homonymes, voir Trail.
Ne doit pas être confondu avec Trial.

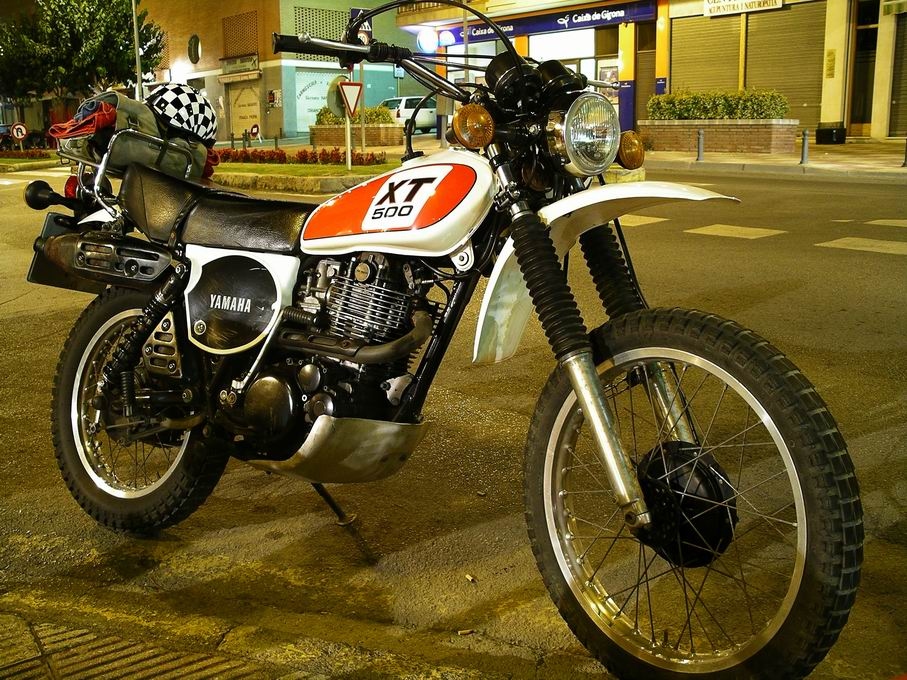
Yamaha 500 XT, le plus célèbre des trails de la catégorie dite « grosmono ».

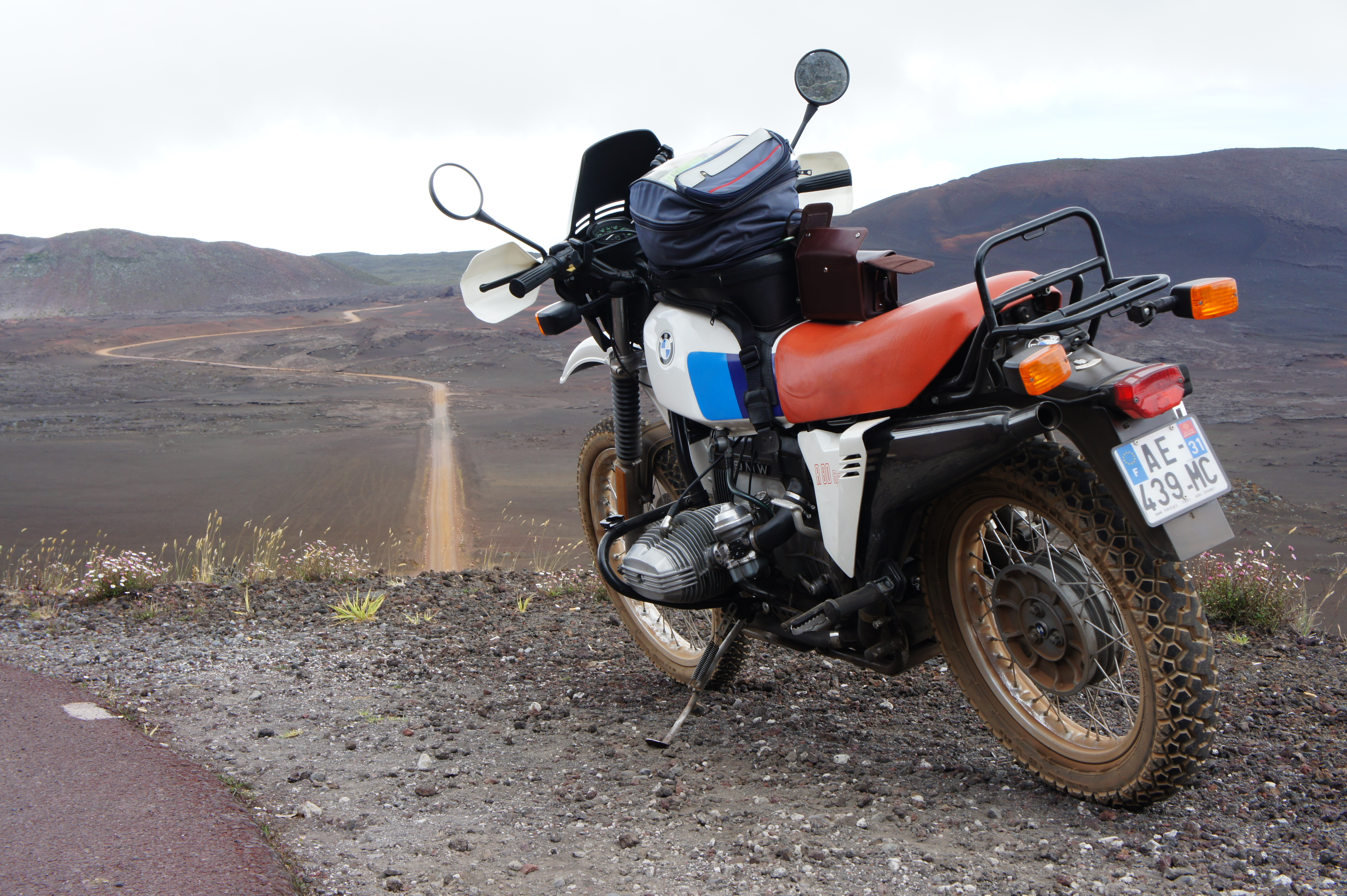
La BMW R 80 G/S marque un tournant dans l'histoire du trail.

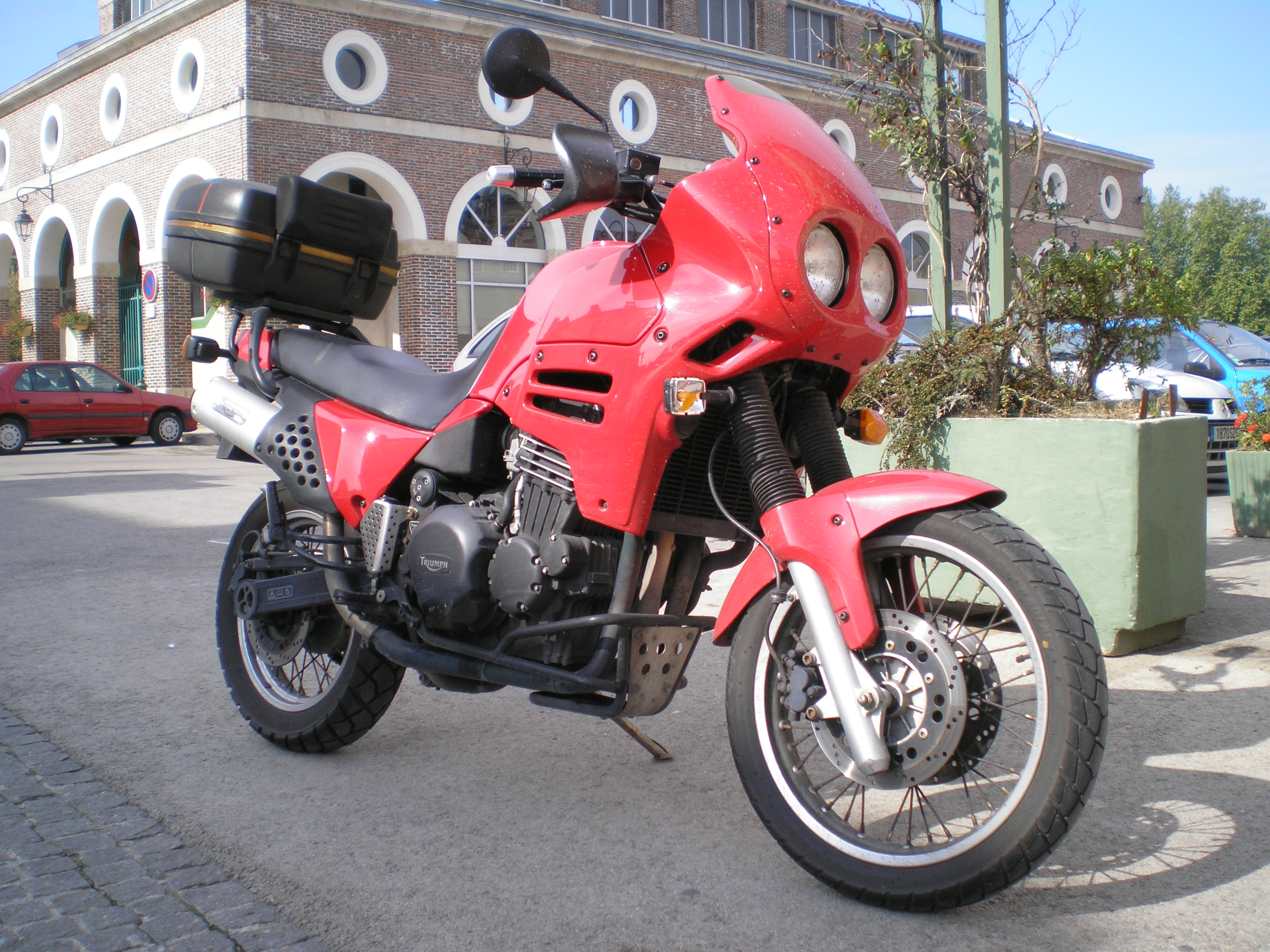
Triumph 900 Tiger. Le trail gonfle et devient très routier.

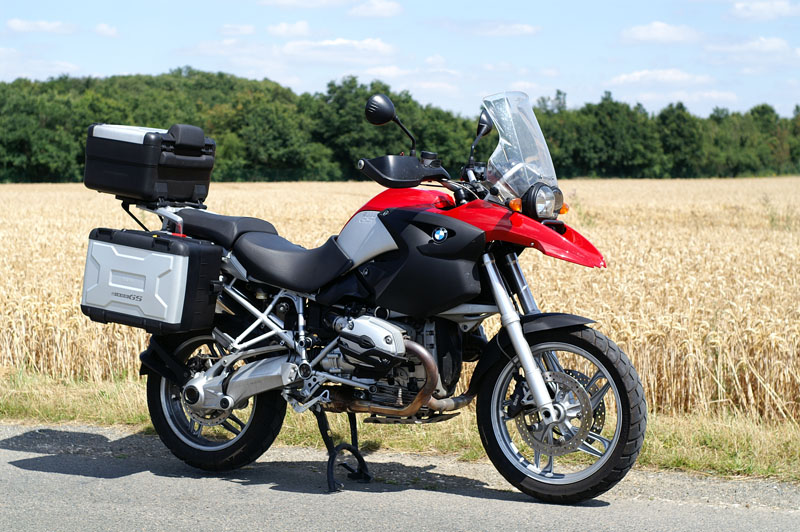
BMW R 1200 GS, lointaine descendante de la R 80 G/S.

Le trail, de l'anglais « chemin » ou « piste », désigne les motos pouvant circuler aussi bien sur route qu'en tout-terrain. Ces deux-roues à double usage existent dans toutes les cylindrées et leur prix, généralement bon marché, peut s'envoler dans le cas de modèles haut de gamme, équipés de nombreuses options et pourvus d'une électronique embarquée très évoluée. Elles sont le SUV de la moto.
Il ne faut pas confondre trail et trial, ces dernières étant des motos de compétition purement réservées au franchissement.

## Description
Avant le trail, existait le scrambler qui était une moto routière détournée, équipée d'un grand guidon, d'un échappement relevé et de pneus polyvalents. Dans les années 1970, la mode hippie et le retour à la nature accentuent la recherche d'évasion et incitent les constructeurs à concevoir des motos, non plus directement inspirées de routières, mais conçues à partir des vraies machines tout-terrain que sont les motos d'enduro.
Un trail est l'intermédiaire entre une moto d'enduro et une routière. Contrairement au scrambler, le trail est inspiré de vraies machines tout-terrain.
À l'origine, le trail est un monocylindre léger, le plus souvent équipé d'un moteur monocylindre 2-temps de faible cylindrée. L'évasion était alors synonyme de légèreté et de maniabilité. Il permet de rouler sur des routes qui n'en ont parfois que le nom, avec un minimum de confort, sans toutefois négliger les aspects pratiques. Les premiers trails étaient donc censés être aussi à l'aise sur route que sur les chemins.
Plus tard, la nécessité de rouler plus loin et plus vite font naître des machines plus puissantes, mais dont la polyvalence bascule du côté routier. Ces machines resteront cependant complémentaires des trails légers et économiques d'une cylindrée de 50 à 400 cm3 à moteurs 2-temps, trails légers qui permettent une pratique TT plus soutenue avec une bonne fiabilité (par exemple les Honda MT puis MTX, Kawasaki KMX, Suzuki TS puis RH, Yamaha DT puis DTMX et DTLC puis DTR).
Les trails les plus imposants furent à l'origine d'une deuxième branche de trail : les trails au long cours. Ils furent équipés de monocylindres 4-temps que l'on nommera ensuite « grosmono » quand ils atteindront au moins les 400 cm3. Ainsi au milieu des années 1970 apparaîtront, entre autres, les Kawasaki 250 KL, les Suzuki SP 370, les Honda XL et surtout la fameuse Yamaha XT 500. Ces machines ouvrirent des horizons nouveaux.
C'est avec ce type de véhicules, et principalement la Yamaha XT 500, que sont nés les premiers rallyes africains (Rallye de Côte d'Ivoire, Rallye des Pharaons…) qui donnèrent rapidement naissance au plus prestigieux d'entre eux : le Rallye Paris-Dakar né sous l'impulsion de Thierry Sabine.
À la fin des années 1970, l'influence des rallyes-raids fut très importante sur la catégorie trail. À l'origine le premier objectif des trails était l'évasion dans les campagnes ; il devint alors l'évasion sans frontière. Après des débuts tonitruants lors de ces épreuves et devant la professionnalisation des pilotes,  les grosmonos comme la Yamaha XT 500 qui proposaient une polyvalence entre campagne et route marquèrent rapidement le pas. Les résultats décevants aux rallyes-raids le confirmèrent, le public n'en voulait plus.
Ce fut alors le second grand tournant pris par les trails : la montée en cylindrée, la montée en puissance et la montée en prix.

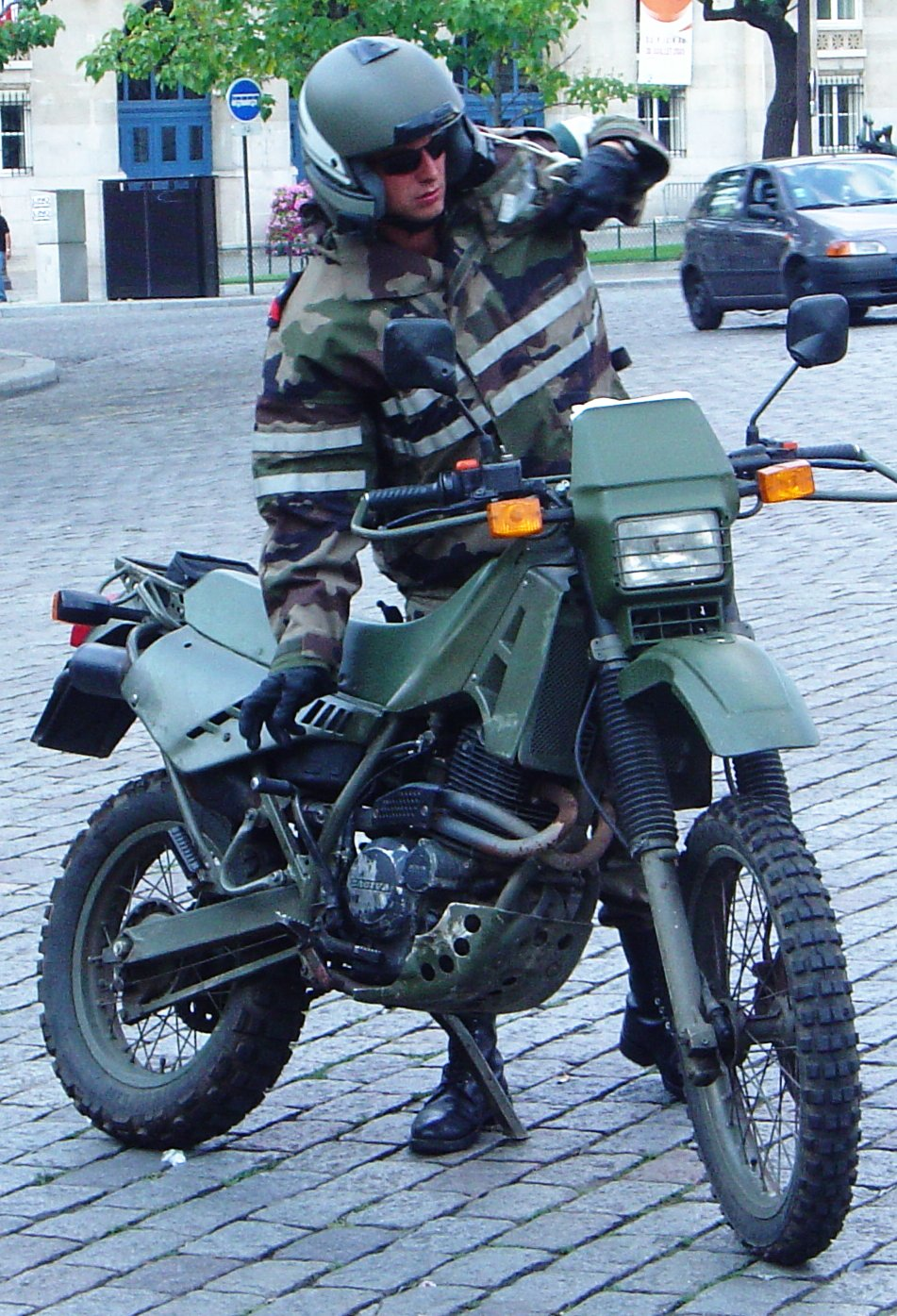
L'armée utilise les trails pour leur grande polyvalence et leur robustesse. Ici une Cagiva 350 T4 de l'armée française, entrée en service au début des années 1990. Des Cagiva 2-temps 125 A8 seront également utilisées.

La R 80 G/S est une révolution dans la catégorie, le premier trail avec un frein à disque, le premier trail à cardan (et monobras), le premier trail à démarreur électrique mais surtout le premier trail bicylindre et son bicylindre sonne le glas du monocylindre. Cette configuration moteur permet une cylindrée plus importante sans les inconvénients liés aux monocylindres (vibrations, usure rapide à haut régime). Cette augmentation de tous les critères tire bien entendu en contrepartie le poids et le prix vers le haut. Mais, confirmation de l'opportunité du choix, la R 80 G/S gagne les rallyes-raids. L'idée fait son chemin et les autres constructeurs finissent, bon gré mal gré, par emboîter le pas. Ainsi apparaîtront : la Triumph Tiger Trail 750 et autres Morini 500 Camel, Guzzi V65TT, Cagiva 650 Elefant. Dubitatifs, les japonais résistent avec les grosmonos et voient encore le succès commercial leur sourire avec la 600 Ténéré pour Yamaha (après l'échec de la 550 XT), la 600 XLR pour Honda, la tardive 600 KLX pour Kawasaki, mais l'histoire est en marche.
Honda comme Yamaha furent surpris par BMW et les succès de la R 80 G/S. La première réponse bicylindre de Honda sera la 750 XLV, réponse précipitée qui ne se fait pas sans problèmes techniques. Honda corrige le tir, mais trop tard, cette moto rate la marche. Elle donnera cependant plus tard naissance à la mythique 650 XRV Africa Twin puis la plus routière Transalp. Honda poursuit en parallèle la production de sa gamme grosmono avec les 600 XLM et XLR et par la suite la très citadine 650 Dominator. Dubitatif, roi du grosmono des années 1970, Yamaha mettra beaucoup de temps à réagir sur le plan bicylindre et il faudra attendre la fin des années 1980 pour voir la première Super Ténéré apparaître, encore une marche ratée, c'est la pleine période d'essoufflement de la mode trail. Kawasaki reste accroché un très long moment à son très moderne monocylindre KLR (premier trail 4-temps à refroidissement liquide) avant de tenter la 500 KLE en 1991. Mais la barrière des années 1990 est franchie, c'est donc un trail bicylindre très routier, son moteur est d'ailleurs celui de la 500 GPZ d'alors.
Suzuki reste dans le trail économique monocylindre de 600 à 650 cm3 et ne fait que les équiper de carénages afin de proposer une vision plus routière du trail. Cette marque restera la plus « accrochée » au monocylindre. Elle tentant même l'« hyper grosmono » en faisant gonfler le moteur de sa DR jusqu'à 800 cm3. Mais son physique est difficile et la mode n'est plus là. Même ses bons résultats en compétition aidés par le talent de l'historique pilote de cross de la marque Gaston Rahier n'y pourront rien, son succès restera relatif. Cette cylindrée de 800 cm3 reste encore aujourd'hui la plus importante cylindrée proposée pour un trail monocylindre.
À partir du début des années 1980, la technologie des trails atteint un sommet. Mono-amortisseurs progressifs, freins à disque, refroidissement liquide, électronique de plus en plus présente. La catégorie se complexifie et perd en simplicité. Le trail s’embourgeoise et cette complexification ne s’arrêtera jamais.
À la fin des années 1990, la mode des rallyes-raids s'émousse, sous l'effet les lobbys écologistes et de la réalité économique qui, bien loin des rêves utopistes des années 1970, conduit à un retour sur terre, c'est-à-dire sur la route.
Au début des années 1990, le trail se cherche et se perd.
Les jeunes, en 50 cm3, ne roulent plus en trail mais majoritairement en scooter. D'un autre côté, opportuniste, la catégorie supermotards apparaît pour des cylindrées petites à moyennes, toujours monocylindre en 2 ou 4-temps. Ces motos sont équipées de pneus ne permettant plus la polyvalence antérieure. Apparaissent les Yamaha 850 TDM. Côté grosses cylindrées, le monocylindre disparaît presque et la catégorie trail inclut à présent des motos quasi routières à grand guidon, et suspensions à débattement retouchés, pendant à deux roues des « Sport-Utility-Vehicles » à quatre roues. Souvent les trails ne sont plus du tout adaptés au tout-terrain. La philosophie originelle du trail, une moto polyvalente issue d'une machine tout-terrain, disparaît. Alors que le trail est né avec un objectif de légèreté et de liberté, il perd ses cibles premières pour ne plus rechercher qu'à rouler loin dans un confort qu'envient à présent les meilleures des routières. Le trail devient un lourd fauteuil technologique dont le rêve reste cependant les grands espaces. Les trails sans carénage se font extrêmement rares et les quelques résistants sont remisés à des usages très citadins voire utilitaires.
Les aides électroniques, si elle ajoutent des risques de panne, permettent toutefois de retrouver des capacités que ne pourraient obtenir beaucoup de pilotes dépassés sur des chemins devenus très roulants, par le poids et la puissance de machines de plus en plus complexes.
Les trails de grosse cylindrée actuels utilisent pour la grande majorité des moteurs bicylindres, tricylindres (Triumph Tiger) voire quadricylindres (Honda Crosstourer). Ils sont devenus les vaisseaux des grands espaces.
Si les importants débattements de suspension d'un trail participent au confort et permettent au conducteur d'avoir une vision plus haute de la circulation. Ils induisent parfois les hauteurs de selle rédhibitoires ainsi que des élévations du centre de gravité.
Les machines aujourd’hui considérées comme des moyenne cylindrée étaient dans les années 1970-80 jugées bien plus impressionnantes. Ainsi à la sortie en 1980 de la BMW R 80 G/S, le public et la presse furent impressionnés par cette cylindrée de 800 cm3 pour un trail. Depuis, cette cylindrée n'a cessé d'augmenter pour attendre des sommets que rien ne pourrait justifier de dépasser. La limite atteinte, on voit alors beaucoup de cylindrées intermédiaires apparaître.

Une catégorisation des trails par cylindrée serait :
- les petits (moins de 250 cm3) ;
- les moyens (250 à 800 cm3) ;
- les gros (plus de 800 cm3).

Aujourd'hui, les trails de 125 à 250 cm3 sont idéaux pour la circulation urbaine. Leur entretien est facile, leur moteur monocylindre 2 ou 4-temps peu gourmand en essence. Ils ont surtout une fonction utilitaire.
Les trails de moyenne cylindrée sont souvent équipés d'un monocylindre, parfois d'un bicylindre (Kawasaki 500 KLE, Honda Transalp, Suzuki 650 V-Strom, BMW F800 GS). Ils ont également plutôt une fonction utilitaire, bien que se rapprochant davantage de la philosophie originelle. Ils marquent en ce moment un retour sur la scène du trail.
Les trails de grosse cylindrée ont l'avantage de pouvoir offrir des prestations comparables à une routière (capacité de chargement, confort sur longue distance, équipement complet). Ils sont aussi à l'aise en utilisation quotidienne que pour faire de grands voyages.
La catégorie trail a eu son heure de gloire à la fin des années 1980 et au début des années 1990. Un peu boudé par le public dans les années 2000, le trail de grosse cylindrée se développe désormais avec des modèles statutaires très performants (BMW R 1200 GS, Ducati 1200 Multistrada, Honda 800 Crossrunner et 1200 Crosstourer, Kawasaki Versys 1000, KTM 1190 Adventure, Moto Guzzi 1200 Stelvio, Triumph Tiger 1050 et 1200, Yamaha 1200 XTZ, Honda CRF 1000 Africa Twin).
L'histoire du trail continue, les modes se démodent, et aujourd'hui « vintage » n'est plus synonyme de passéiste ou de ringard. Reviennent alors sur la pointe des crampons des machines se rapprochant de la philosophie première du trail, on trouve même de nouveau de rafraîchissants petits trails monocylindres.
Les horizons sont toujours ouverts pour le trail qui reste un symbole absolu de liberté.

## Exemples
- Aprilia 125 Pegaso, 125 et 350 Tuareg, 600 Tuareg Wind, 650 Pegaso et 1000 Caponord
- BMW GS 310, 650, 700, 750, 800, 850, 1000, 1100, 1150, 1200, 1250, 1300
- Cagiva 350 et 500 T4 750 Elefant, 900 Elefant, 500 et 600 Canyon, 900 Gran Canyon.
- Ducati 620 et 1000 Multistrada
- Harley-Davidson Pan America
- Honda 125 NX Transcity, 125 et 200 MTX, 125, 200, 250, 350, 400, 500 et 600 XLR, 600 XLM et XLRM, 650 XRL, 125 et 1000 Varadero, 400, 600 et 650 XL et 700 XLV Transalp, 650 NX Dominator, FX650 Vigor, 650 et 750 Africa Twin, CRF 1100 L Africa Twin
- Kawasaki, 500 KLE et 1000 KLV, (clone de la Suzuki 1000 V-Strom), 650 Versys, 600 et KLR650
- KTM 600 LC4 Incas, 690 Enduro et 690 Enduro-R millésime 2012, 950 et 990 Adventure, 1190 Adventure, 890 puis 390 Adventure
- Moto Guzzi V35/V65 TT 350 et 650, NTX 350, 650 et 750, Quota 1000 et 1100, Stelvio 1200, V85 TT 850, Stelvio 1000
- Suzuki 125, 250, 350, 400, 600, 650, 750 et 800 DR, XF650 Freewind, 650, 1000 puis 1050 V-Strom
- Triumph Tiger 800, 900, 955, 1050, 1200
- Yamaha 125, 250, 350, 400, 500, 550, 600 et XT660Z Ténéré, DTMX 125, 250 et 400, XTZ 750 Super Ténéré, 1200 XTZ, 700 Ténéré